# Germeri de Tolosa
Germeri de Tolosa o Geremar, en francès Germier i en llatí Germerius o Geremarus (Castennec, Ar Mor-Bihan, Bretanya, o Angulema, s. VII - Ox, Muret, Alta Garona, 16 de maig de final del s. VII) fou bisbe de Tolosa cap al 695.

## Biografia
Es pensa que era originari del llogarret de Castennec al departament d'Ar Mor-Bihan (Bretanya) però algunes biografies diuen que era nadiu de Jerusalem o d'Angulema. Era contemporani del papa Joan III. Fou consagrat bisbe de Tolosa a París pel bisbe d'aquesta ciutat, Tornoald (vers 693/694 - 718/719), cap al 695, i evangelitzà la vall de la Garona. Probablement fou successor de Sant Erembert, però també s'esmenta com a predecessor un Gondisal o Guidisal (Guidisalvus, Guidisaluus, Gundisaluus, Gondisaluus), probablement imaginari i que alguns han considerat en realitat bisbe de Toledo i altres d'Eauze, esmentat com a visigot però no arrià.
El rei Clodoveu IV (691-695) li va fer donació d'Ox, prop de Muret (a la llera de la Garona, avui part del municipi de Muret) i altres béns enumerats en un diploma amb el segell reial; aquí a Ox va fundar una església dedicada a Sant Sadurní, i un monestir dedicat a Sant Martí (després posat sota dependència de l'abadia de Lezat).
La seva vida austera i virtuosa, lliurada a la pregària, la caritat i la penitència, li donaren fama de santedat. Se li atribuïen guariments de malalts i que fes brollar una font, a pocs kilòmetres de Bonlau, camí de Cimòrra, amb propietats medicinals que esdevingué meta de peregrinació. Morí a Ox i hi fou sebollit.

## Veneració
Enterrat a l'església de Sant Sadurní d'Ox, aquesta fou després anomenada de Saint-Germier-le-Vieux. Les restes foren traslladades entre el segle xi i el XV a l'església de Sant Jaume de Muret, construïda poc abans del 1155 i consagrada el 18 d'agost de 1156, que prengué el nom de Sent Germièr.
És esmentat com a titular d'una església donada el juliol del 948 al monestir de Sant Pere de Lezar, fundada en honor seu. Un religiós de l'abadia de Lezat va escriure la seva vida al segle xi o potser al XII.
La seva memòria es commemora el 16 de maig.